# Zhaozhen (häradshuvudort i Kina, Sichuan Sheng, lat 30,86, long 104,44)
Zhaozhen (kinesiska: 赵镇) är en häradshuvudort i Kina. Den ligger i provinsen Sichuan, i den sydvästra delen av landet, omkring 42 kilometer nordost om provinshuvudstaden Chengdu. Antalet invånare är 154 947. Befolkningen består av 77 431 kvinnor och 77 516 män. Barn under 15 år utgör 13,0 %, vuxna 15-64 år 76 %, och äldre över 65 år 10,0 %.
Runt Zhaozhen är det mycket tätbefolkat, med 2 521 invånare per kvadratkilometer. Det finns inga andra samhällen i närheten. Trakten runt Zhaozhen består till största delen av jordbruksmark.
Genomsnittlig årsnederbörd är 1 209 millimeter. Den regnigaste månaden är juli, med i genomsnitt 359 mm nederbörd, och den torraste är december, med 6 mm nederbörd.